# Partido Bellamy de los Países Bajos
El Partido Bellamy de los Países Bajos (en Holandés: Nederlandse Bellamy-Partij) (NBP) fue un partido político de los Países Bajos que defendió el pensamiento de Edward Bellamy, socialista utópico norteamericano.
El movimiento Bellamy emergió en los Países Bajos en 1927, y en 1933 fue fundada la Asociación Internacional Bellamy (IVB) en Róterdam. A finales de los años 1930, dicha asociación contaba con unos 10 000 seguidores, pero no llegó a involucrarse en política como partido.
Durante la Segunda Guerra Mundial, las autoridades alemanas de ocupación prohibieron la IVB. Durante este periodo, una fracción del movimiento sintió la necesidad de involucrar los ideales de Bellamy en política como partido. El 30 de mayo de 1945, tan solo unas semanas tras el fin de la ocupación, el NBP fue fundado por un grupo de seis líderes de la IVB en Groninga. El presidente del partido fue J. Derksen Staats. La IVB, que se había reorganizado tras la guerra, no apoyó activamente la idea de partido político.
El NBP participó en las elecciones parlamentarias de 1946, con L.B. van den Muyzenberg como cabeza de lista. El partido compitió en las elecciones con el lema "gradual pero consecuente socialización de los medios de producción". El partido obtuvo 11.025 votos (0,23%), aproximadamente la mitad de ellos en Róterdam y La Haya. Obtuvo el apoyo del 1,04% de los votantes en La Haya, el 0,86% en Róterdam, el 0,72% en Haarlem, el 0,52% en Groninga, el 0,52% en Den Helder y el 0,38% en Arnhem. El partido no consiguió ningún escaño en el parlamento.
Tras las elecciones, el NBP entró en un periodo de declive. En abril de 1947, Van den Muyzenberg y la mayoría de los miembros del NBP lo abandonaron para afiliarse al Partido Progresista pro Gobierno Mundial. El NBP dejó de existir poco después.